# マケドニア名称論争
マケドニア名称論争（マケドニアめいしょうろんそう、英: Macedonia naming dispute）は、1991年に独立したマケドニア共和国（現・北マケドニア共和国）の国名を巡り、マケドニア共和国とギリシャとの間で発生した一連の対立を指す。
28年後の2019年、マケドニア共和国が北マケドニア共和国に国名を変更することで決着した。

「マケドニア」と呼ばれる地域
マケドニア地方（ギリシャ領）
北マケドニア共和国
灰色線内：地理上のマケドニア地方
赤色線内：古代マケドニア王国（大凡）

## 背景
「マケドニア」という広域地名は、アレクサンドロス3世（大王）を出した古代マケドニア王国の故地として知られているが、現在はギリシャ領・北マケドニア共和国領にまたがる地域（このほか一部はブルガリア領・アルバニア領）がこの名で呼ばれており、その面積の半分強はギリシャに属している。古代マケドニア王国は古代ギリシア人によって建国された国であり、王都ペラは現在のギリシャ領に存在する。
後に「マケドニア」地域にはスラヴ系の人々が定住するようになった。19世紀末、オスマン帝国支配下のマケドニアにおいて、スラヴ系住民は自らをマケドニア人と呼称して、民族意識を育んでいった（内部マケドニア革命組織参照）。彼らの中には、マケドニア地域をスラヴ系マケドニア人によって統一しようとする「統一マケドニア」を主張する人々も現れた。このような主張はギリシャ人からは攻撃的なものとしてとらえられた。
1946年、ユーゴスラビア社会主義連邦共和国の構成国としてマケドニア社会主義共和国が樹立される。

## 沿革
マケドニア共和国が1991年に独立して以来、ギリシャは自国の文化遺産だとして国名への使用に反対してきた。さらにギリシャは、マケドニア共和国の北大西洋条約機構や欧州連合への加盟を阻むなど、対立は多岐にわたった。
2018年6月にマケドニア共和国のゾラン・ザエフ首相が主導し、同国が「北マケドニア共和国」に国名変更することでギリシャのアレクシス・ツィプラス首相と合意に至った（プレスパ合意）。両国内で国名変更合意に反対する勢力が存在する中、野党勢力の切り崩しなどが行われ、まず2019年1月11日にマケドニア共和国議会が国名変更のために必要な憲法改正案を承認（賛成81票・反対39票）し、同年1月25日にはギリシャ議会で改名合意が承認（賛成153票・反対146票・棄権1票）され、マケドニアの国名変更で論争は決着した。同年2月12日に改名が発効し、翌13日には国名変更を国際連合に通知した。